# Aleuron
Aleuron is een geslacht van vlinders uit de onderfamilie Macroglossinae van de familie pijlstaarten (Sphingidae).

## Soorten
- Aleuron carinata (Walker, 1856)
- Aleuron chloroptera (Perty, 1833)
- Aleuron cymographum Rothschild & Jordan, 1903
- Aleuron iphis (Walker, 1856)
- Aleuron neglectum Rothschild & Jordan, 1903
- Aleuron prominens (Walker, 1856)
- Aleuron ypanemae (Boisduval, 1875)

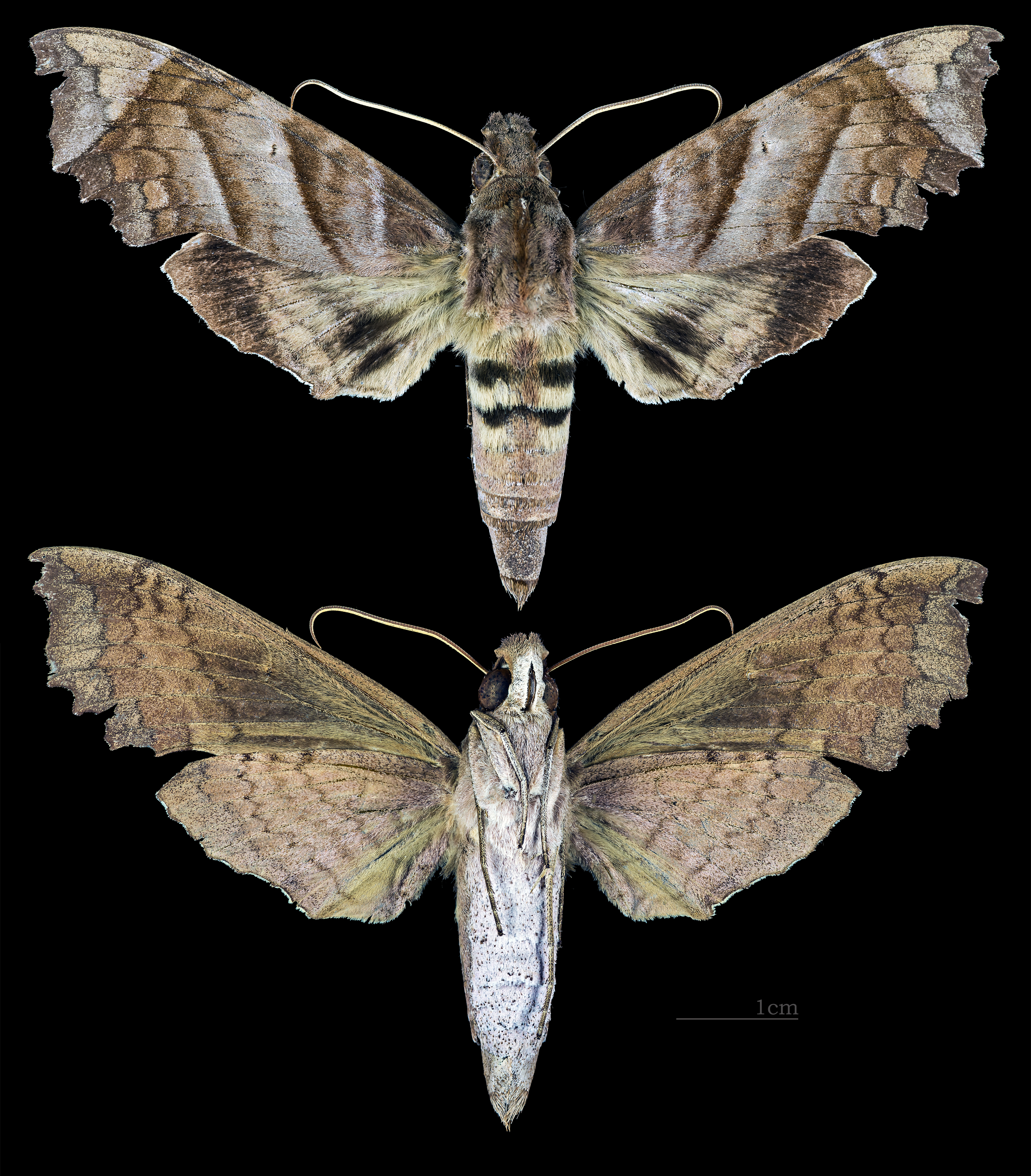
Aleuron carinata
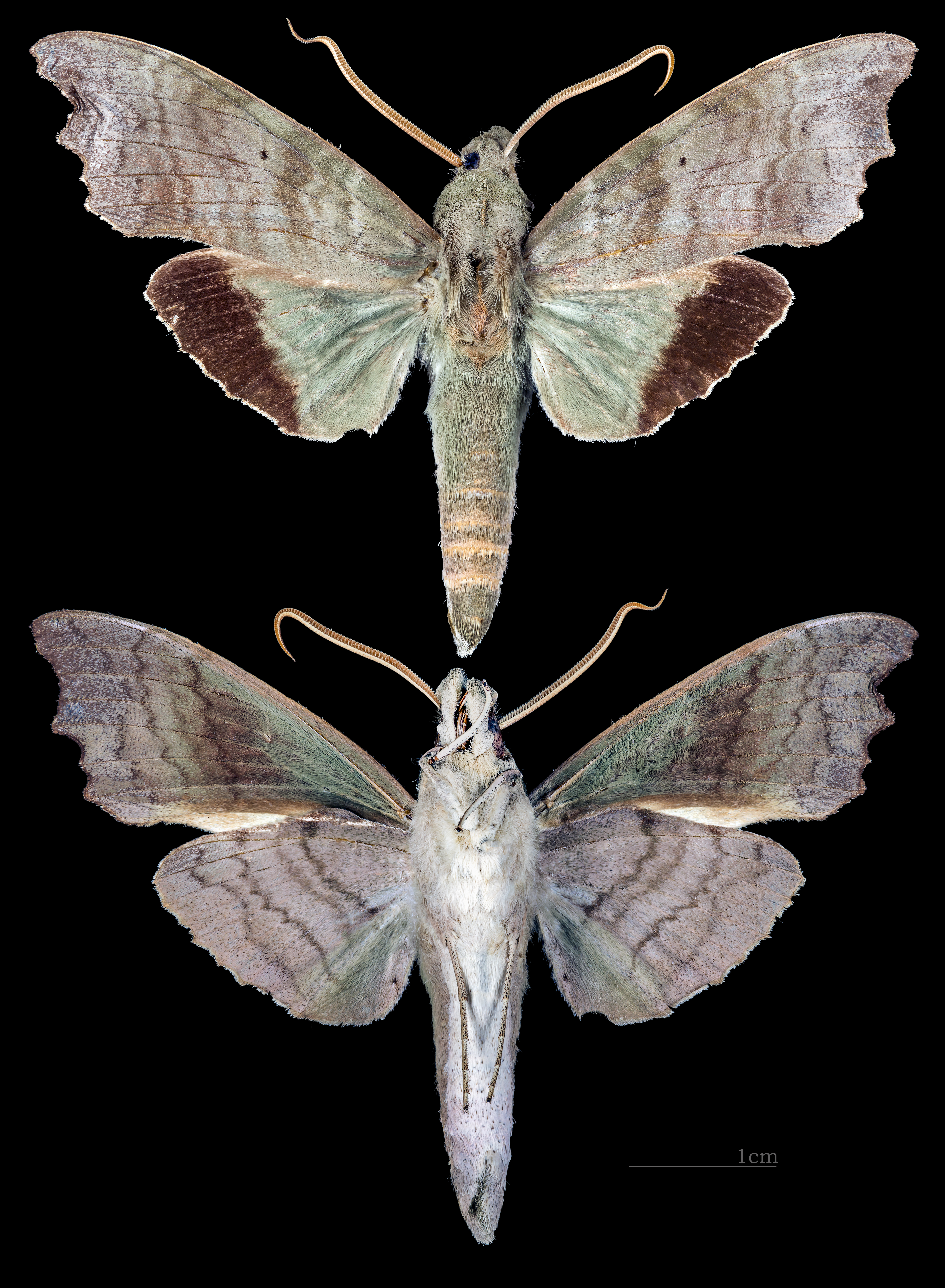
Aleuron chloroptera
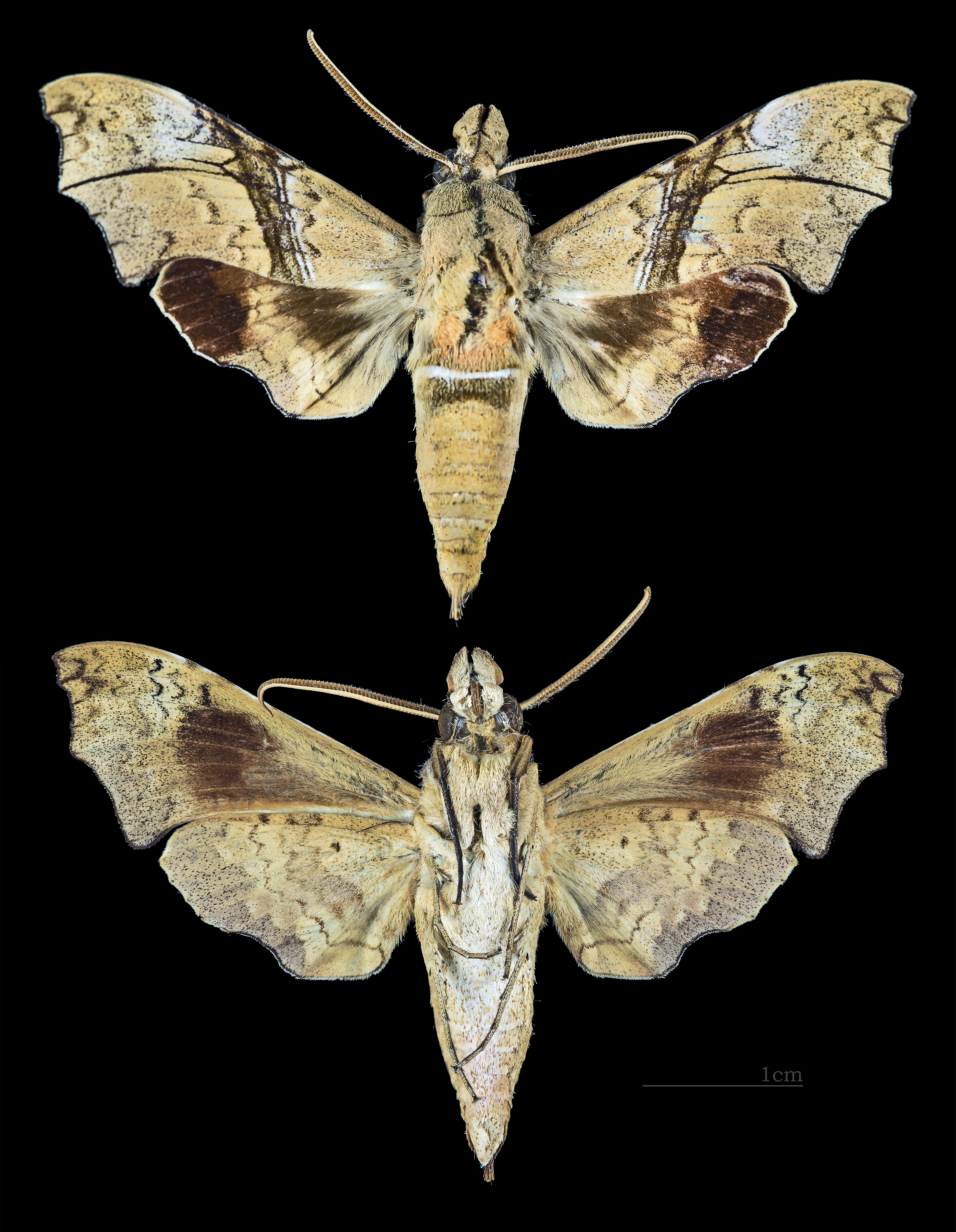
Aleuron iphis
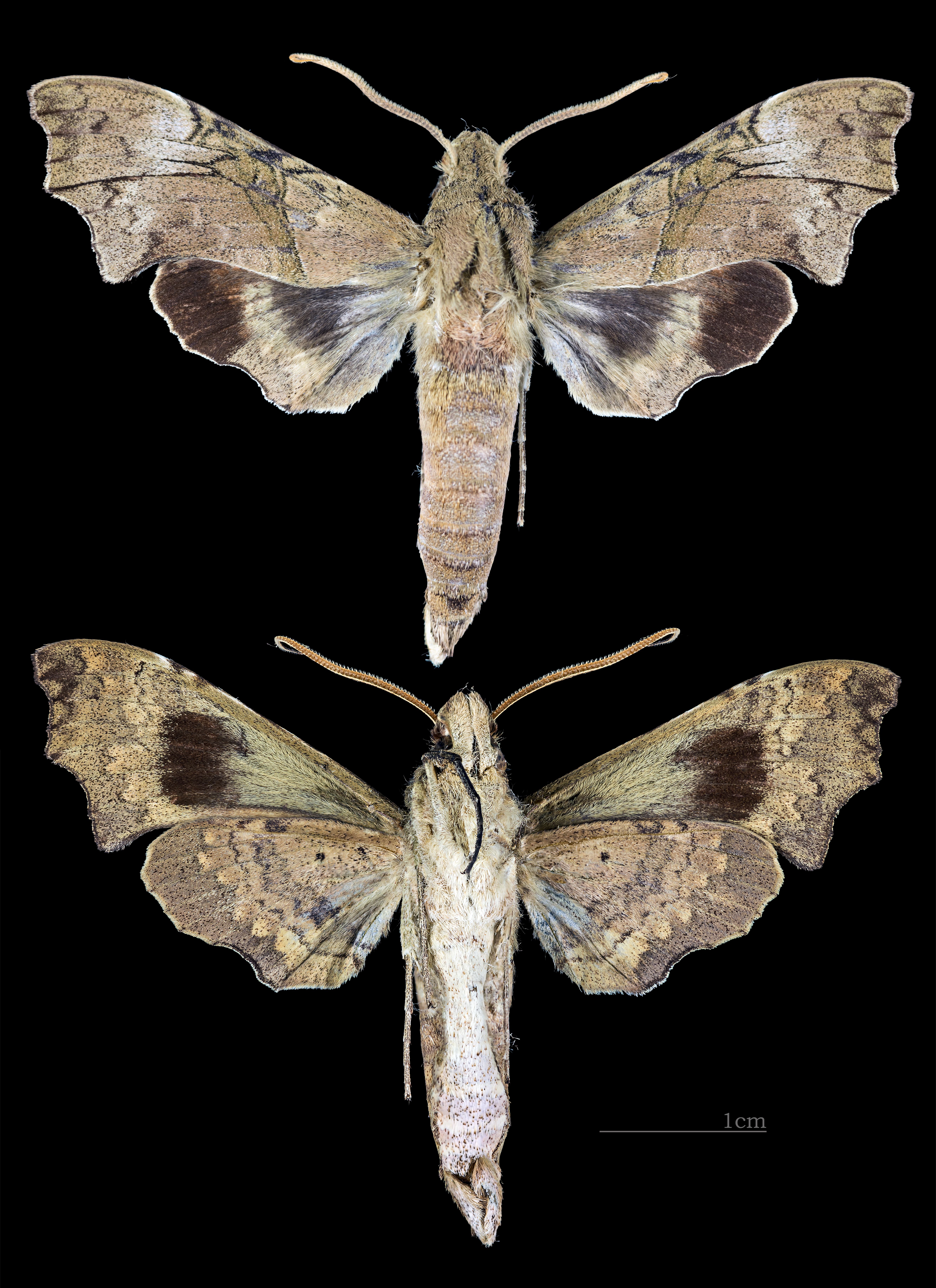
Aleuron neglectum